# NGC 987
NGC 987 ist eine linsenförmige Galaxie mit hoher Sternentstehungsrate vom Hubble-Typ SB0/a im Sternbild Dreieck am Nordsternhimmel. Sie ist schätzungsweise 207 Millionen Lichtjahre von der Milchstraße entfernt und hat einen Durchmesser von etwa 95.000 Lj.

Im selben Himmelsareal befinden sich die Galaxien NGC 969, NGC 970, NGC 974, NGC 978.
Das Objekt wurde am 12. September 1784 von Wilhelm Herschel entdeckt.